# ベルズ公
ベルズ公（ウクライナ語: Князь Белзький）はヴォルィーニ公国の分領公国だったベルズ公国の君主の称号である。（後にガーリチ・ヴォルィーニ公国、リトアニア大公国等に従属。詳しくはベルズ公国#歴史参照。また、「公」はクニャージからの訳出による。）
君主号・公国の名は、その首都だったベルズ（現ウクライナ・リヴィウ州）による。

## ベルズ公の一覧
独立（分領公国）期
- フセヴォロド・ムスチスラヴィチ（在位：1170年 - 1195年）
- アレクサンドル・フセヴォロドヴィチ（在位：1195年 - 1207年）
- ヴァシリコ・ロマノヴィチ（在位：1208年 - 1211年）
- フセヴォロド・フセヴォロドヴィチ(ru)（在位：1211年 - 1215年）
- アレクサンドル・フセヴォロドヴィチ（在位：1215年 - 1233年）：再任

ガーリチ・ヴォルィーニ公国領
- ダニール・ロマノヴィチ（在位：1233年 - 1241年）
- レフ・ダニーロヴィチ（在位：1245年 - 1269年）
- ユーリイ・リヴォーヴィチ（在位：1269年 - 1301年）
- アンドレイ・ユーリエヴィチ（在位：1301年 - 1323年）
- ユーリー・トロイデノヴィチ（在位：1323年- 1340年）

リトアニア大公国領
- Jurgis Narimantaitis(lt)（在位：1340年- 1377年または1378年）

ハンガリー王国領
- ヴワディスワフ・オポルチク（在位：1377年または1378年 - 1387年）[1]

マゾフシェ公国領
- シェモヴィト4世（在位：1388年 - 1426年）
- シェモヴィト5世(ru)（在位：1426年 - 1434年）：1434年まで下記の人物と共同統治
- カジミェジュ2世(ru)（在位：1426年 - 1442年）：1434年まで上記の人物と共同統治
- ヴワディスワフ1世(ru)（在位：1442年 - 1455年）
- ヴワディスワフ2世（在位：1455年 - 1462年）

1462年以降、ポーランド王国に併合。